# Полярный (пункт базирования)
Полярный — крупнейший пункт базирования Северного флота ВМФ России. Расположен в Мурманской области в 35 км к северу от Мурманска в городе Полярный. В Полярном базируется большая часть кораблей Северного флота (различных классов и типов).
Полярный является местом базирования кораблей и судов Кольской флотилии разнородных сил Северного флота.
11 января 1962 года в Екатерининской гавани пункта базирования Полярный на дизель-электрической подводной лодке Б-37 произошёл взрыв. Погибли 59 человек. В результате взрыва была также повреждена и затонула находившаяся рядом подлодка С-350 (проект 633), на ней погибло 11 человек.

## Соединения и боевые корабли, входящие в состав Кольской флотилии разнородных сил
2-я дивизия противолодочных кораблей
- «Адмирал Чабаненко» — большой противолодочный корабль проекта 11551. Бортовой номер 650, в составе флота с 1999 года[2].
- «Адмирал Левченко» — большой противолодочный корабль проекта 1155. Бортовой номер 605, в составе флота с 1988 года.[2]
- «Вице-адмирал Кулаков» большой противолодочный корабль проекта 1155. Бортовой номер 626, в составе флота с 1981 года. В 2010 году возвратился в строй после ремонта.
- «Североморск» — большой противолодочный корабль проекта 1155. Бортовой номер 619, в составе флота с 1987 года[2].

121-я бригада десантных кораблей
.

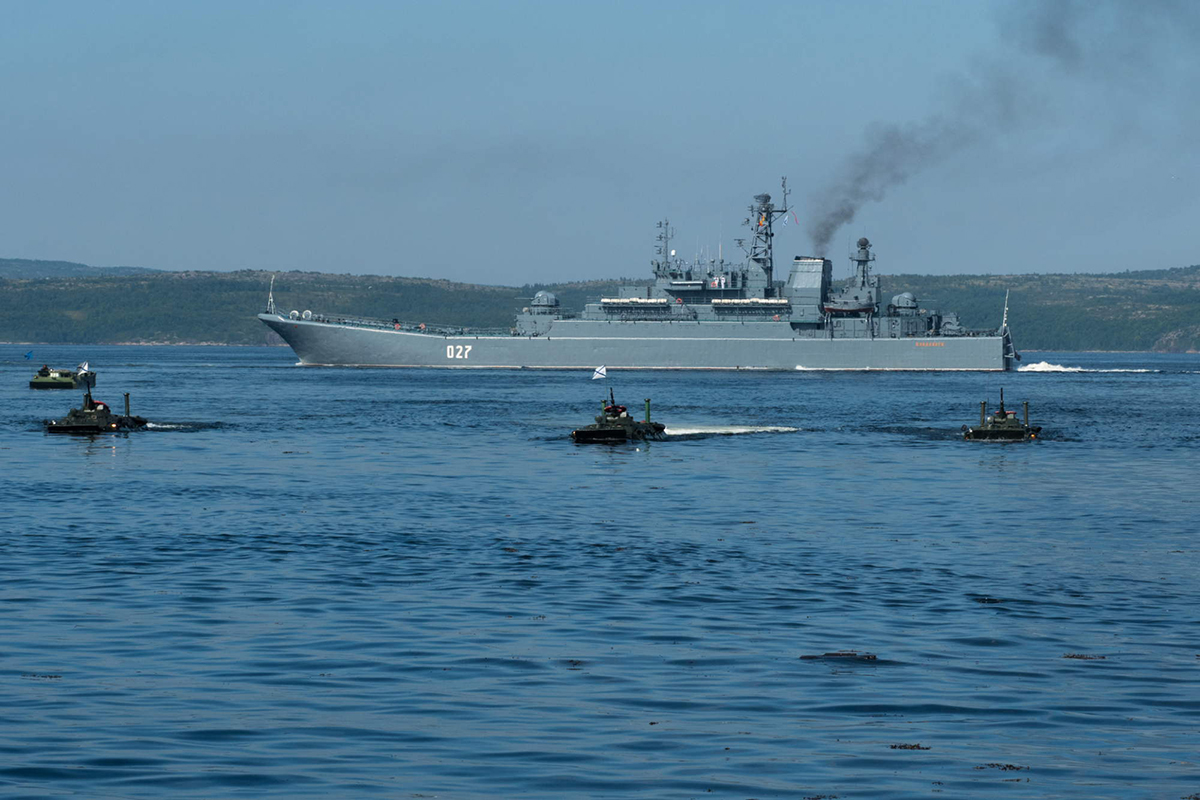
БДК «Кондопога» в июле 2018 года

- БДК-45 «Георгий Победоносец» — большой десантный корабль проекта 775. Бортовой номер 016, в составе флота с 1985 года.[2]
- БДК-55 «Александр Отраковский» — большой десантный корабль проекта 775. Бортовой номер 031, в составе флота с 1978 года. В ремонте.[2]
- БДК-91 «Оленегорский горняк» — большой десантный корабль проекта 775. Бортовой номер 012, в составе флота с 1976 года.[2]
- БДК-182 «Кондопога» — большой десантный корабль проекта 775. Бортовой номер 027, в составе флота с 1976 года. В ремонте.[2]
- БДК «Митрофан Москаленко» — большой десантный корабль проекта 1174. Бортовой номер 020, в составе флота с 1989 года. В консервации.[2]

161-я Краснознамённая, ордена Ушакова бригада подводных лодок
.

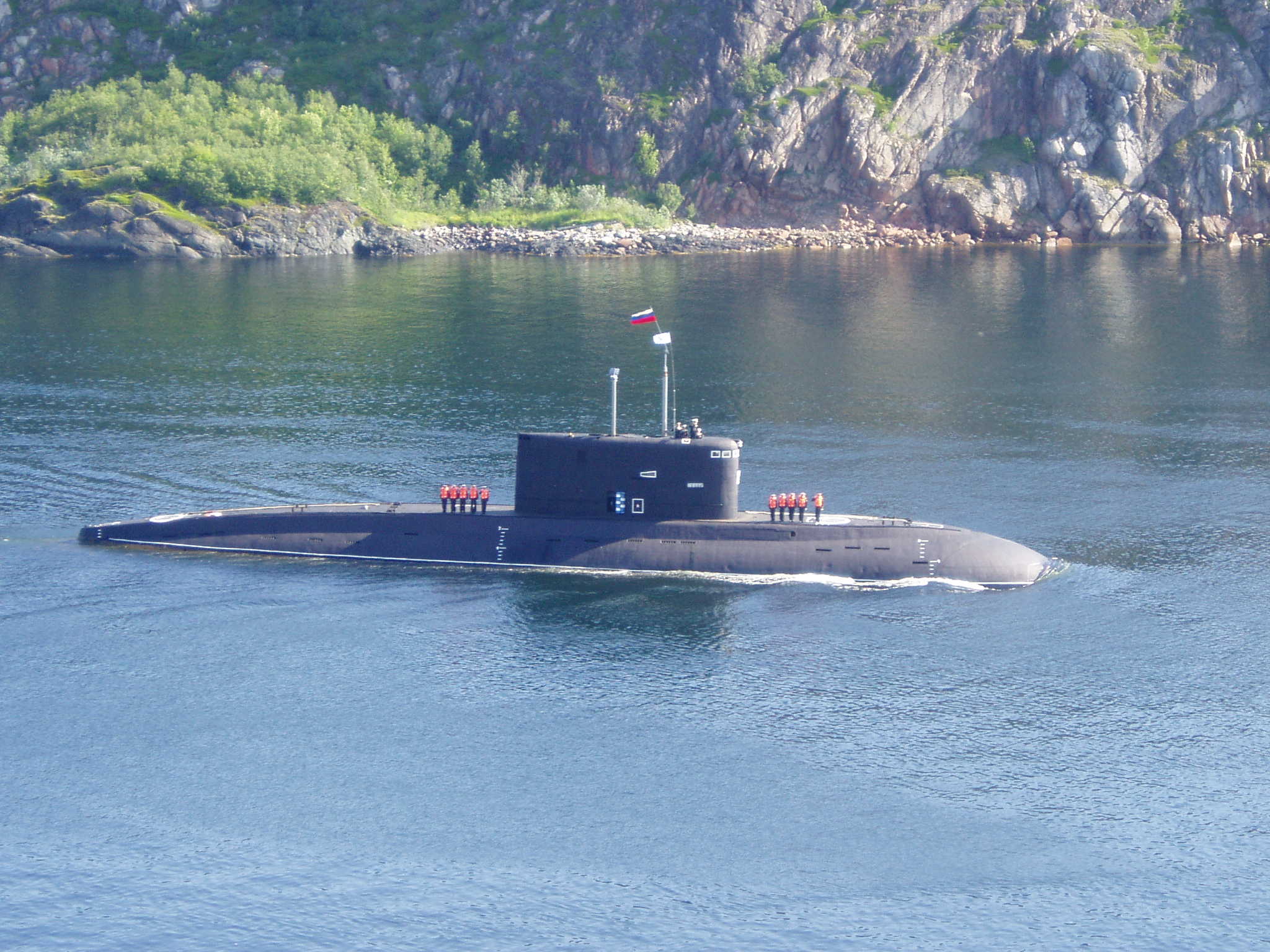
Б-402 на праздновании дня ВМФ в 2007 году

- Б-177 «Липецк» — дизельная подводная лодка проекта 877. В составе флота с 1991 года.[2]
- Б-401 «Новосибирск» — дизельная подводная лодка проекта 877. В составе флота с 1984 года.[2]
- Б-402 «Вологда» — дизельная подводная лодка проекта 877. В составе флота с 1984 года.[2]
- Б-459 «Владикавказ» — дизельная подводная лодка проекта 877. В составе флота с 1990 года.[2]
- Б-471 «Магнитогорск» — дизельная подводная лодка проекта 877. В составе флота с 1990 года.[2]
- Б-800 «Калуга» — дизельная подводная лодка проекта 877ЛПМБ. В составе флота с 1989 года. В ремонте.[2]
- Б-808 «Ярославль» — дизельная подводная лодка проекта 877Э. В составе флота с 1988 года.[2]
- 478-я береговая база бригады подводных лодок.

108-й дивизион малых ракетных кораблей
- «Айсберг» — малый ракетный корабль проекта 1234. Бортовой номер 512, в составе флота с 1979 года[2].
- «Накат» — малый ракетный корабль проекта 12347. Бортовой номер 526, в составе флота с 1987 года[2].
- «Рассвет» — малый ракетный корабль проекта 12341. Бортовой номер 520, в составе флота с 1988 года[2].

7-я бригада кораблей охраны водного района
- 5-я бригада тральщиков
  - 83-й дивизион базовых тральщиков
    - БТ-50 «Ельня» — базовый тральщик проекта 12650. Бортовой номер 454, в составе флота с 1986 года.[2]
    - БТ-97 «Полярный» — базовый тральщик проекта 12650. Бортовой номер 402, в составе флота с 1984 года.[2]
    - БТ-111 «Авангард» — базовый тральщик проекта 12650. Бортовой номер 466, в составе флота с 1988 года.[2]
    - БТ-152 «Котельнич» — базовый тральщик проекта 12650. Бортовой номер 418, в составе флота с 1987 года. В ремонте.[2]
    - БТ-211 «Вятчик» — базовый тральщик проекта 12650. Бортовой номер 469, в составе флота с 1991 года.[2]
    - БТ-226 «Коломна» — базовый тральщик проекта 12650. Бортовой номер 426, в составе флота с 1990 года. В ремонте.[2]

42-й дивизион морских тральщиков
- «Владимир Гуманенко» — морской тральщик проекта 12660. Бортовой номер 811, в составе флота с 2000 года.
- «Комендор» — морской тральщик проекта 266М. Бортовой номер 808, в составе флота с 1974 года.[2]
- «Машинист» — морской тральщик проекта 266М. Бортовой номер 855, в составе флота с 1975 года[2].
86-й отдельный дивизион ремонтирующихся подводных лодок
- 1030-я береговая база дивизиона подводных лодок.